# Nikos Polychronopoulos

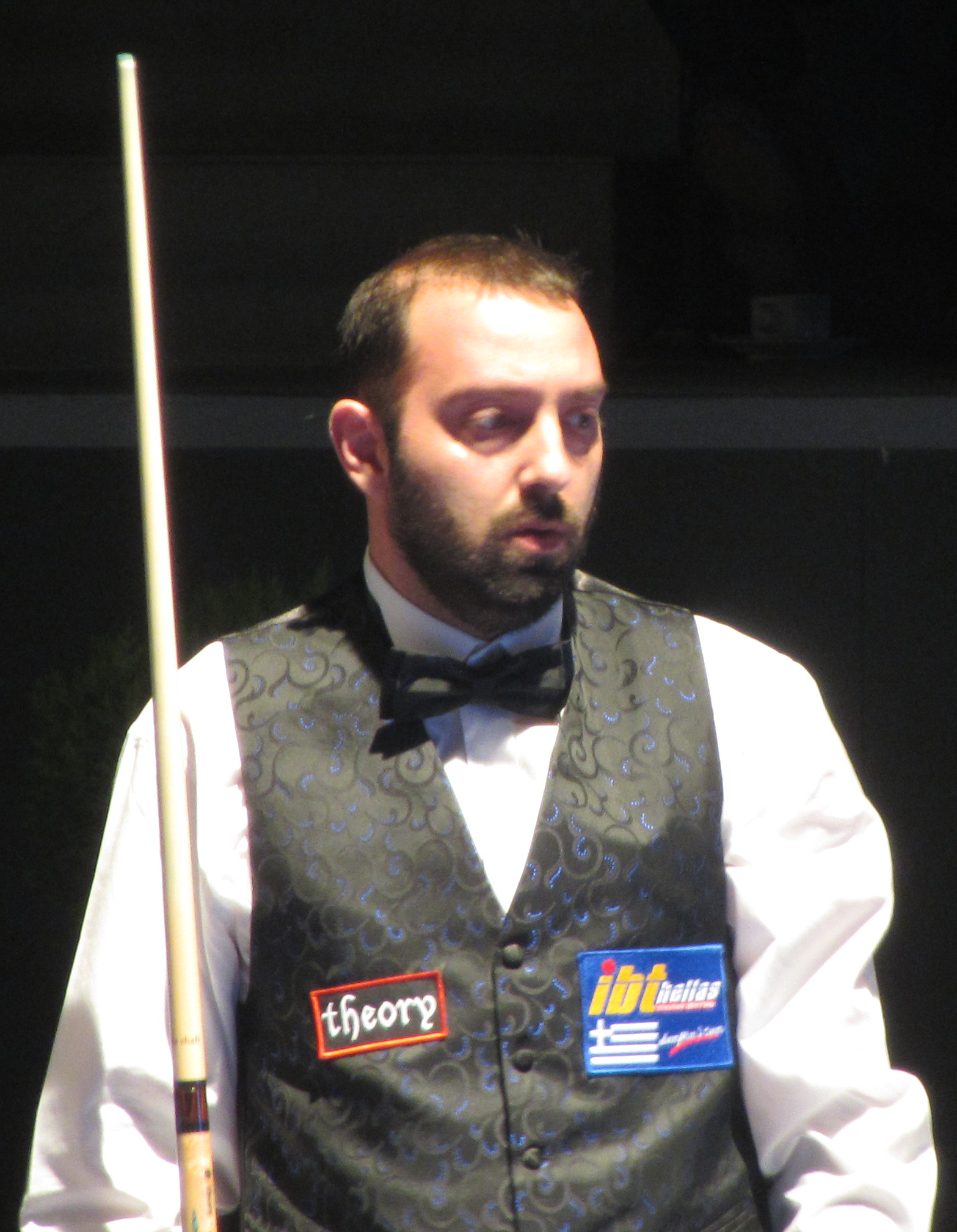
Nikos Polychronopoulos in 2013

Nikos Polychronopoulos (Athene, 24 maart 1978) is een Grieks carambolebiljarter die gespecialiseerd is in het driebanden.

## Persoonlijk
Polychronopoulos is de zoon van een havenmeester uit Colonos, een voorstad van Athene, op ongeveer twee kilometer van het centrum. De eerste keer dat hij in contact kwam met biljart was in een café te Antwerpen, tijdens een vakantie met zijn vader, die daar werkte in de haven. In zijn jeugd voetbalde Polychronopoulos, maar ook zwemmen, basketbal en skiën zijn zijn hobby's. Hij ziet zichzelf als een allround atleet.
Hij woont nu in Ilioupoulis, vlak bij de bergen, 10 km ten zuidoosten van het centrum van Athene, met zijn echtgenote, met wie hij sinds 17 oktober 2009 gehuwd is. Zij vertegenwoordigt hem ook als zijn manager. Men zegt dat hij een fotografisch geheugen heeft.
Polychronopoulos is een autodidact. Zijn vader was zijn eerste en enige coach. Sinds de jaren negentig speelt hij alleen maar drieband; samen met zijn landgenoot Filipos Kasidokostas heeft hij een toonaangevende rol in de Griekse biljartsport.

## Carrière
Zijn hoogste rang in de wereldranglijst was nr. 8 in 2003. zijn hoogste serie is 23, waarin hij speelde op het EK-driebanden 2012.
Op 17 februari 1999 won hij in Murcia het jeugdwereldkampioenschap biljarten.
Hij eindigde op het wereldkampioenschap driebanden in 2004 in Rotterdam op de gedeelde derde plaats en in 2006 in St. Wendel op de tweede plaats door een nederlaag in de finale tegen Eddy Merckx.
Met zijn landgenoot Filipos Kasidokostas eindigde hij in 2003 in Viersen op de tweede plaats van het wereldkampioenschap driebanden voor landenteams.